# La Conquête de l'Amérique : La Question de l'autre
 (juin 2019).

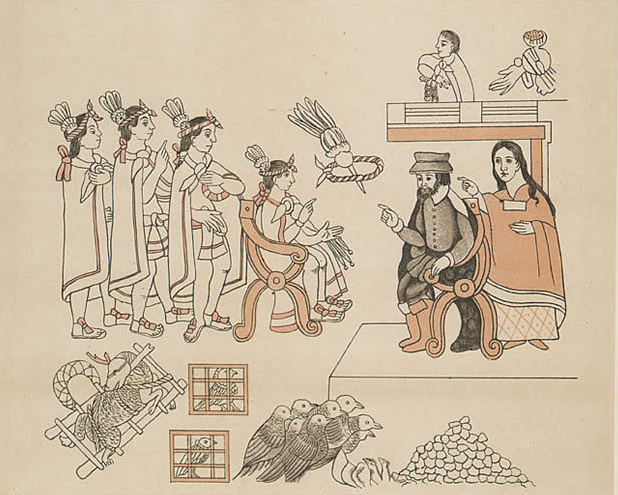
Hernán Cortés et La Malinche.

La Conquête de l'Amérique : La Question de l'autre est un livre de Tzvetan Todorov publié en 1982. L'ouvrage se propose d'analyser la rencontre du « Je » avec l'« Autre » à travers l'étude de la découverte de l'Amérique (en réalité, la Mésoamérique) par Christophe Colomb et de sa conquête  par les Conquistadors espagnols. Moraliste plutôt qu'historien, Todorov cherche à comprendre comment il convient de se comporter à l'égard d'autrui. À travers l'évocation de la Conquista, l'auteur en arrive à la conclusion que la connaissance de soi passe par la découverte de l'autre et que la différence que révèle l'altérité doit être vécue dans l'égalité.

## Découvrir

### La découverte

Premier voyage de Christophe Colomb en 1492-1493.

Todorov souhaite comprendre comment le « Je » découvre l'« Autre » en étudiant les circonstances de contact entre les Amérindiens par les Espagnols. Cet épisode historique a une valeur paradigmatique car il s'agit de la « rencontre » la plus intense de l'histoire (elle aboutit à une « hécatombe » sans précédent que Todorov qualifie de « génocide ») et parce qu'il fonde notre identité moderne en nous projetant dans un monde terrestre petit et clos. Todorov commence par s'intéresser aux motivations qui poussèrent Colomb (qu'il orthographie toujours à l'espagnole, Colon  - Cristóbal Colón - pour  souligner qu'il est l'archétype éponyme du colonisateur indifférent aux sorts des autochtones) à entreprendre une expédition aussi périlleuse. Il écarte le mobile de la "cupidité vulgaire" qui anime la plupart des conquistadors et pense qu'en homme d'un Moyen Âge finissant, Colomb, cherche avant tout à répandre le christianisme à travers le monde et à financer, grâce à l'or de l'Amérique, une nouvelle croisade vers Jérusalem.

### Colomb herméneute
Partout où il s'aventure, Colomb, réagit comme s'il savait d'avance ce qu'il allait trouver grâce à des « signes » envoyés par Dieu. Lorsque ces derniers sont démentis par les faits ou contredits par les renseignements fournis par les populations locales, Colomb les ignore et menace de châtiments sévères ceux de ses compagnons qui contestent sa version des faits (il oblige ses compagnons débarquant à Cuba à reconnaître par serment qu'ils se trouvent sur une terre ferme et non sur une île. Les contrevenants s'exposent à une lourde amende, et pour les plus pauvres d'entre eux, à recevoir cent coups de garcette et à avoir la langue tranchée). Dans son herméneutique, Colomb s'intéresse principalement aux animaux, aux arbres et aux plantes inconnus en Europe. Face à la nature qui le fascine, il se comporte tel un Adam au milieu du jardin d'Éden et renomme les lieux en fonction de la place qu'ils occupent dans sa découverte comme si cette nomination équivalait à une prise de possession. En revanche, il s'intéresse fort peu aux Amérindiens, ne voyant en eux que de simples éléments dans le paysage.

### Colomb et lesIndiens

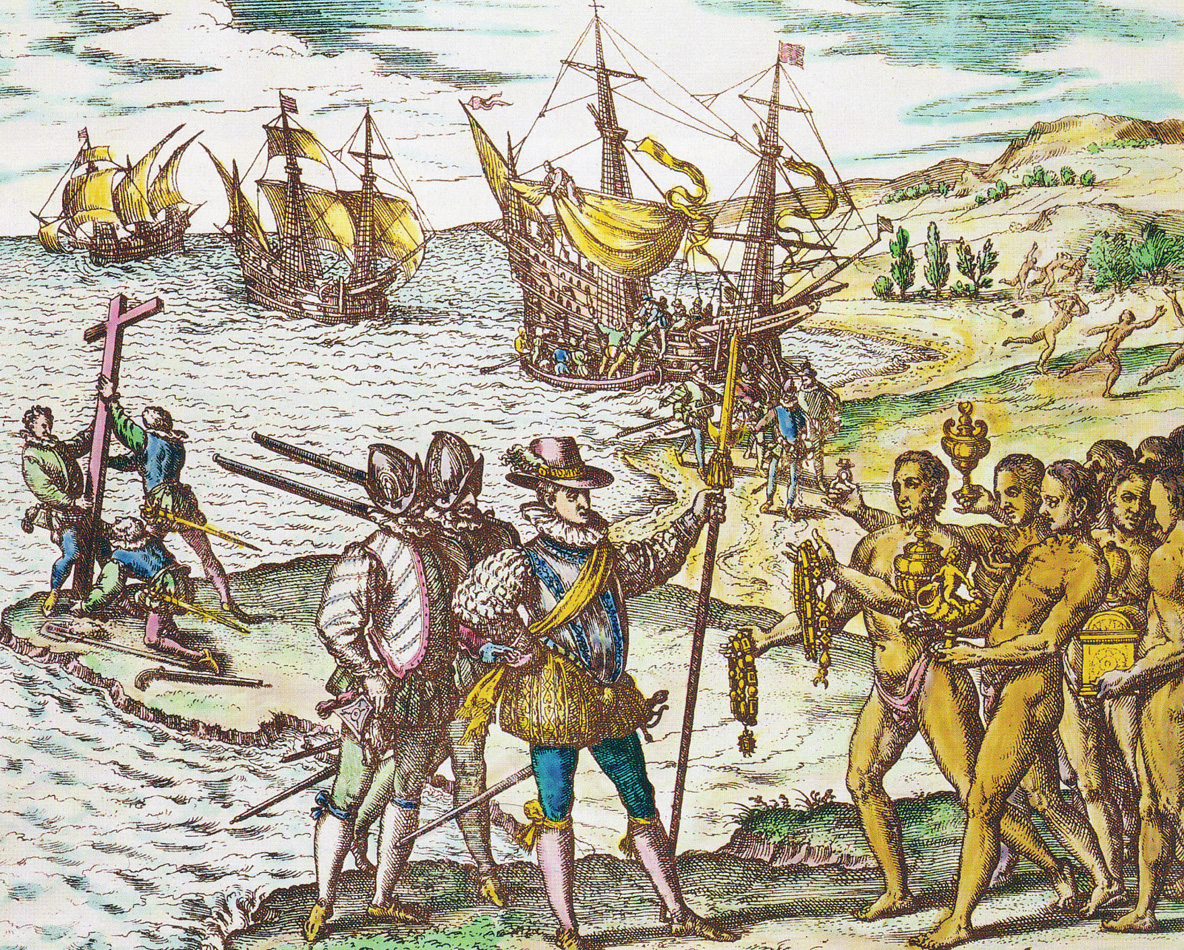
Colomb arrivant sur l'île d'Hispaniola.

Lors de ses premières rencontres avec les Amérindiens, Colomb est frappé par la nudité de ses interlocuteurs qu'il assimile à leur supposée absence de culture, de coutumes et de religion. Sans jamais s'interroger sur la nature conventionnelle de la valeur des objets qu'il échange avec eux, il les décrit comme des êtres extrêmement bons et généreux, inaugurant par là le mythe du Bon sauvage. Si Colomb voit dans "l’Indien" un semblable et un égal, il le considère aussi comme un être sans identité, sur lequel il projette son système de valeurs, prélude aux projets d'assimilation et de christianisation qui marquèrent la Conquête. Mais, dès que surgit un obstacle dans la mise en œuvre du projet assimilationniste, Colomb change d'optique et décrit "l'Indien" comme un autre radicalement différent, un sauvage, un inférieur, un « sale chien » que l'on peut librement exploiter et asservir. Finalement, propagation de la foi chrétienne et esclavage se retrouvent indissociablement liés dans le « regard colonial » de Colomb et la « découverte » de l'Amérique s'accompagne simultanément d'une révélation et d'une négation de l'altérité.

## Conquérir

### Les raisons de la victoire

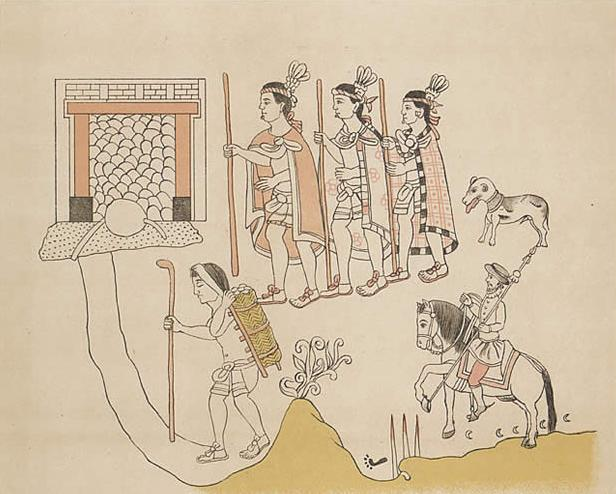
Des soldats Tlaxcaltèques conduisent un soldat espagnol jusqu'à Chalco.

Quatre facteurs sont traditionnellement mis en avant pour expliquer la victoire fulgurante de quelques centaines de Conquistadors emmenés par Hernán Cortés sur l'empire aztèque : le caractère hésitant de l'empereur aztèque Moctezuma, l'hostilité de nombreuses tribus indiennes envers les Aztèques (notamment les Tlaxcaltèques),  la supériorité des armes européennes et le choc bactériologique. Todorov ne conteste pas l'intérêt de ces explications mais s'intéresse à leur articulation en se référant aux récits des Aztèques. Comme ces derniers expliquent, rétrospectivement, leur défaite par le « mutisme des Dieux »,  il s'intéresse au rôle joué par les systèmes de communication (le « comportement sémiotique ») des différentes parties lors de cette étrange « rencontre ».

### Moctezuma et les signes

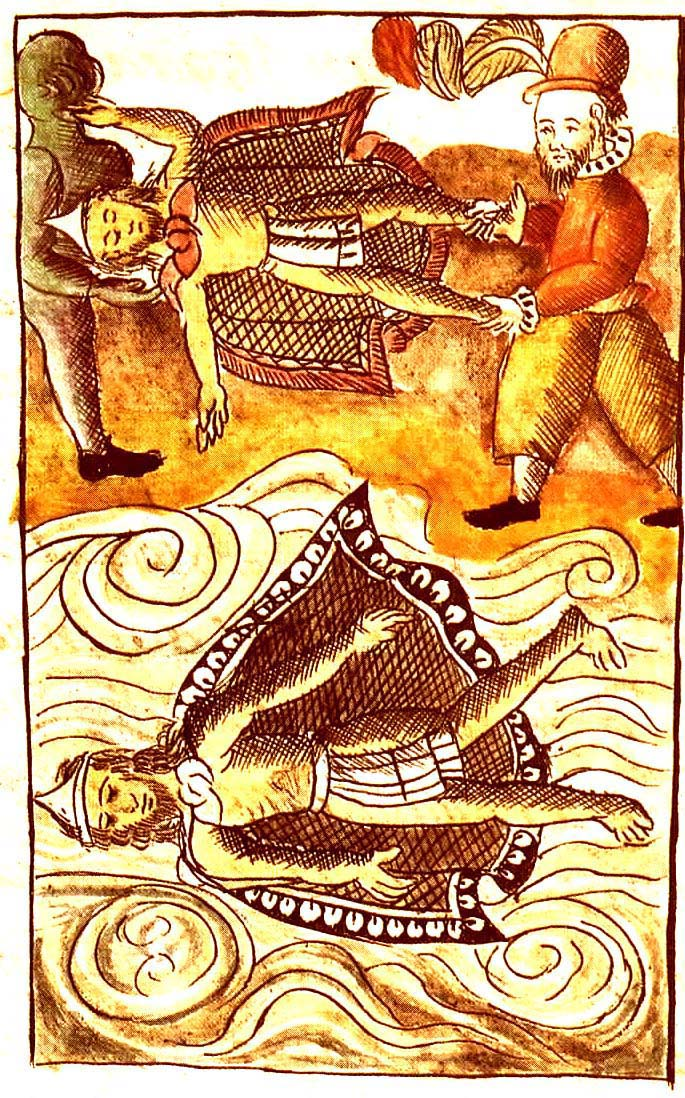
Espagnols jetant les corps de Moctezuma et Itzquauhtzin.

À la différence des Espagnols, les Aztèques sont convaincus que le monde fonctionne de manière cyclique. Ils apprennent leur passé, dans le moindre détail, afin de pouvoir anticiper l'avenir. Ils excellent ainsi dans la « communication avec le monde », c'est-à-dire, la divination et la lecture des présages. En revanche, ils sont très malhabiles pour tout ce qui concerne l'interaction avec les hommes, la « communication inter-humaine », la manipulation et se retrouvent désarmés face au surgissement d'une nouveauté aussi radicale et imprévisible que le surgissement des Espagnols en Mésoamérique. Ils n'arrivent pas, du moins dans un premier temps, à penser un tel évènement autrement qu'en pensant que ces hommes soient des Dieux. Or l'idée de devoir négocier avec des Dieux tétanise Moctezuma au point de précipiter sa perte et celle de son empire.

### Cortés et les signes
Au comportement sémiotique de Moctézuma focalisé sur l'intégration au sein de la communauté, Todorov oppose celui de Cortés tourné vers la manipulation d'autrui. Lorsqu'il quitte Cuba, Cortés est comparable aux autres Conquistadores avides de richesses mais dès qu'il apprend l'existence du royaume aztèque, il décide de mettre tout en œuvre pour en devenir le maître. À cette fin, il met au point une tactique de guerre particulièrement habile, s'informant sur Moctézuma, décryptant, notamment grâce à la Malinche, les réactions des Amérindiens, instrumentalisant le conflit opposant les Tlaxcaltèques aux Aztèques et utilisant à son profit le mythe du retour de Quetzalcóatl. Pour Todorov, c'est en maitrisant la « communication inter-humaine » que Cortés s'empare de l'empire aztèque.

## Aimer

### Comprendre, prendre et détruire

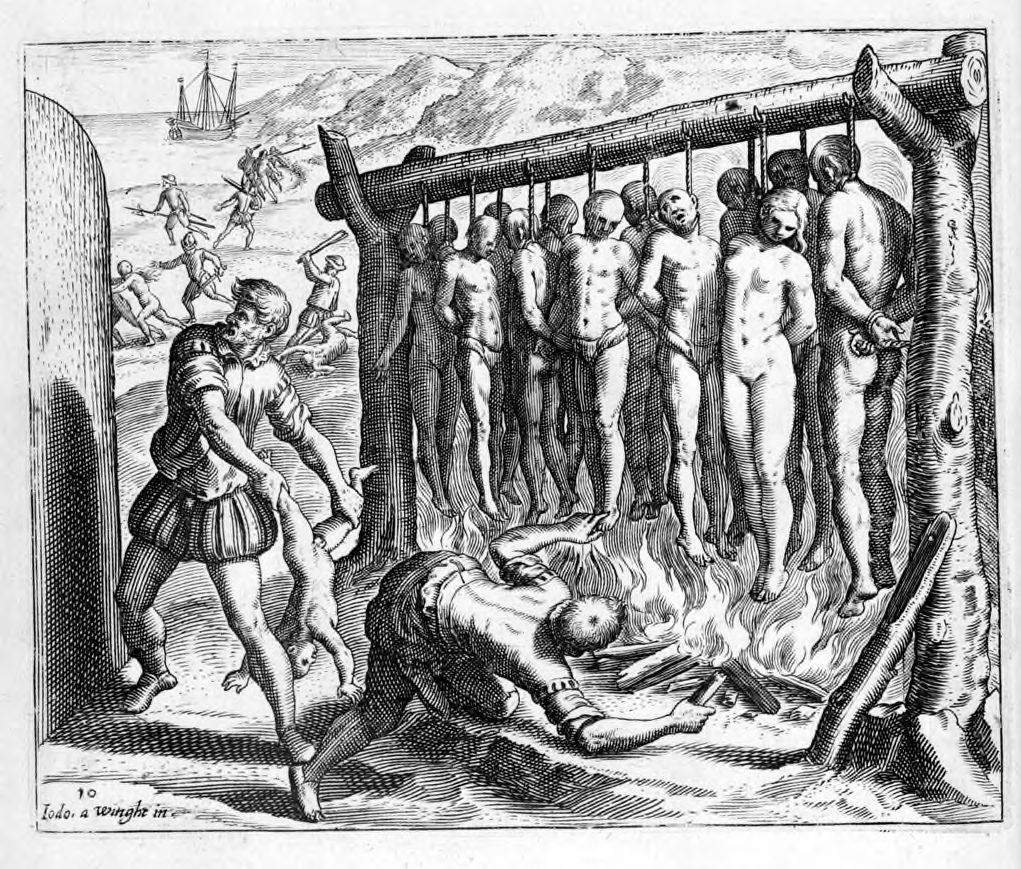
Les cruautés des Espagnols (Jean Théodore de Bry).

La meilleure compréhension et, même l'admiration de Cortés pour la civilisation aztèque ne débouchèrent jamais sur la reconnaissance de "l'Indien" comme sujet. Pire, elles aboutirent non seulement à la conquête mais à la destruction du monde amérindien. En 1500 et 1600, la population amérindienne du Mexique passa de 25 à 1 millions de personnes. Ce génocide eut lieu non seulement en raison des guerres mais aussi et surtout à cause des mauvais traitements infligés aux Amérindiens et du choc microbien contre lequel les Espagnols, croyant y voir  le châtiment promis par Dieu à l'encontre des peuples idolâtres, ne firent pratiquement rien. Pour Todorov, le génocide des Amérindiens résulte de la mise en place au Mexique, en remplacement d'une « société à sacrifice » (la société amérindienne), d'une « société à massacre » (la société européenne, dont l'Espagne offre un exemple parmi d'autres), sur fond de fragilisation du tissu social local, de désuétude des principes moraux et d'incapacité de la lointaine  métropole coloniale à contrôler les Conquistadors.

### Égalité ou inégalité

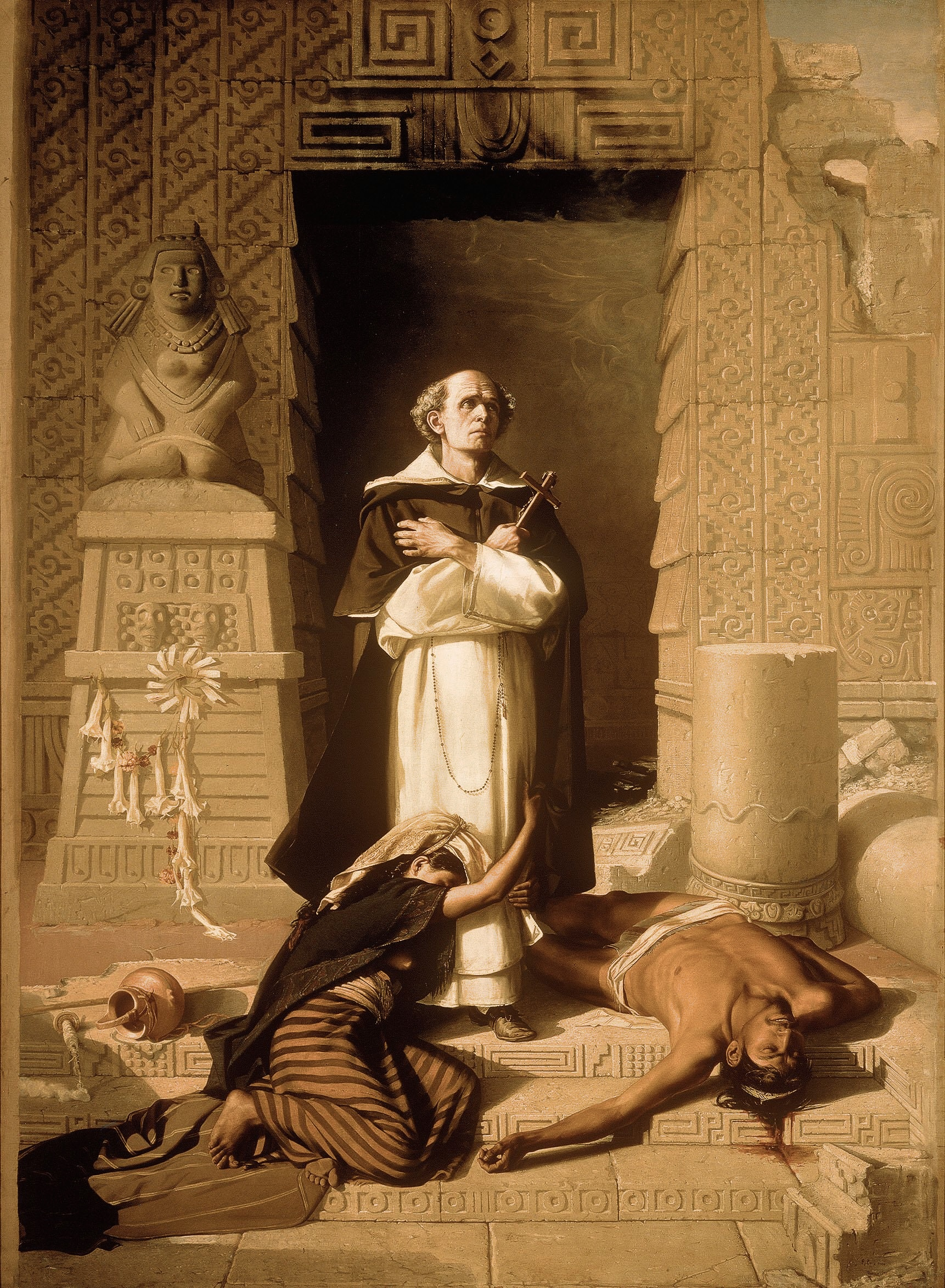
Bartolomé de las Casas.

La célèbre controverse de Valladolid de 1550, entre le philosophe Juan Ginés de Sepúlveda au dominicain et évêque de Chiapas, Bartolomé de Las Casas résume, à elle-seule, le conflit qui opposa partisans et adversaires de l'égalité entre Indiens et Espagnols. Le débat ne porta pas sur l'humanité des Amérindiens, que les deux penseurs reconnaissaient, mais sur le degré de violence à utiliser pour convertir et coloniser les habitants du nouveau monde. Soulignant l'ampleur des différences entre Espagnols et Indiens, et confondant altérité et infériorité, Sepúlveda justifia le recours à la violence au nom d'une vision dualiste (supérieur/inférieur; bien/mal) et hiérarchique du monde inspirée d'Aristote. Se référant au commandement du Christ, « tu aimeras ton prochain comme toi même », Las Casas contesta cette thèse et affirma l'égalité totale entre Amérindiens et Européens. Pour cela, cependant, Las Casas mit en avant le comportement spontanément "chrétien" de nombreux Indiens au risque d'occulter, dans de nombreux cas, la réalité sociale, religieuse et culturelle des sociétés amérindiennes. En réalité, ni Las Casas, ni Sepúlveda ne se libérèrent des jugements de valeurs. Ils ne discutèrent jamais des raisons ayant conduit les sociétés aztèques et espagnoles à avoir des systèmes de valeurs différents. Sepúlveda se focalisa sur les sacrifices humains des Aztèques et Las Casas les ignora mais aucun d'eux ne comprit que cette pratique reflétait, avant tout, un « simple » retard de développement de  l'appareil symbolique des Amérindiens par rapport à celui des sociétés européennes.

### Esclavagisme, colonialisme et communication
Las Casas aime les Indiens parce qu'il est chrétien. Il ne semble pas cependant connaître vraiment ceux dont il se montre solidaire et ne cesse de projeter sur eux, son propre système de valeurs, sa foi chrétienne. En dépit de ses nobles intentions et de son refus de la violence, Las Casas se retrouve ainsi à défendre l'idéologie colonialiste pour combattre l'idéologie esclavagiste. Or pour Todorov, il est possible de sortir de l'alternative stérile entre la justification des guerres coloniales au nom de la supériorité de la civilisation occidentale et le refus de toute interaction avec l'étranger, au nom de l'identité à soi. Il propose de défendre « la communication non violente » comme une valeur à part entière.

## Connaître

### Typologie des relations à autrui
Pour rendre compte des différences existant dans le réel, il faut distinguer entre au moins trois axes selon Todorov :
- le plan axiologique du jugement de valeur : l’autre est bon ou mauvais, je l’aime ou je ne l’aime pas, il m’est égal ou inférieur ;

- le plan praxéologique du rapprochement ou de l’éloignement : soumission de l’autre ou soumission à l’autre, avec un troisième terme qui y est la neutralité.

- le plan épistémique de la connaissance ou de l’ignorance de l’identité de l’autre.

Il y a bien sûr une diversité importante des attitudes possibles au sein de chaque axe, diversité illustrée par trois exemples :
- Las Casas est un exemple d’amour de l'autre, mais a fortement évolué dans son approche. Il renonce à ses Indiens en 1514, ne devient dominicain qu’en 1522-23, et n’accepte vraiment l’altérité qu’à la fin de sa vie, et estimant que les sacrifices humains sont excusables, et la barbarie une question de perspective.

- Certains clercs comme Vasco de Quiroga cherchent à assimiler les Indiens mais selon un dénominateur tiers, selon de l’Utopie inspirée par Thomas More.

- Cabeza de Vaca, soldat perdu de longues années en Floride où il s’est intégré aux Indiens tout en maintenant son identité, se distingue par sa connaissance précise et directe de leur mode de vie.

### Duran ou le métissage des cultures
Né en Espagne mais élevé au Mexique à partir de l’âge de cinq ans, Diego Duran avance deux propositions : d’une part, pour imposer la religion chrétienne il faut extirper toute trace de religion païenne ; d’autre part, pour réussir à éliminer le paganisme et toute trace de syncrétisme, il faut d’abord bien la connaître. Mais progressivement, dans son regard même, Duran adopte la position du syncrétisme ; comprenant en profondeur la culture indienne, c’est pour Todorov "un des premiers mexicains", un métis du XVIe siècle.

### L’œuvre de Sahagun
Appartenant à l’ordre franciscain, Bernardino de Sahagun apprend le
nahuatl, qu’il mêle avec l’espagnol dans son Histoire générale des choses de la Nouvelle Espagne. Son ouvrage,
volumineux, est un héritage complexe qui porte sa marque, mais aussi la parole
des anciens Aztèques, qu’il recense de manière presque ethnographique.

## Épilogue

### La prophétie de Las Casas
Dans son testament,
Las Casas prédit que le crime des Espagnols sera puni. A-t-il vu juste ?
Selon Todorov, l’important n’est pas dans la punition elle-même, mais plutôt
dans la leçon morale qu’on peut tirer de la conquête : l’autre toujours,
sans cesse, à découvrir l’autre. Le
succès de la conquête provient, paradoxalement, de la capacité des Européens à comprendre les Autres ; mais
aujourd’hui, nous cherchons à tenir ensemble les deux termes de l’alternative,
à vivre la différence dans l’égalité,
refusant tant l’identité / l’assimilation, que la hiérarchisation. Les
relations à autrui se structurent autour de la neutralité (axiologique) ;
de la non-intervention (praxéologique) ; de la connaissance par le
dialogue (épistémique). Sans tomber dans le relativisme, nous avons donc besoin de
réactiver la communication entre les cultures.